# آرييل غارسي
آرييل هيرنان غارسي (بالإسبانية: Ariel  Hernán  Garcé) من مواليد (14 يوليو 1979 في تانديل) هو لاعب كرة قدم أرجنتيني يلعب بمركز مدافع في نادي كولون دي سانتا في.

## وصلات خارجية
- آرييل غارسي على موقع الاتحاد الدولي (مؤرشف)  (الإنجليزية)
- آرييل غارسي على موقع قاعدة بيانات كرة القدم.إي يو (الإنجليزية)
- آرييل غارسي على موقع ناشيونال فوتبول تيمز (الإنجليزية)
- آرييل غارسي على موقع عالم كرة القدم.نت (الإنجليزية)